# توالی‌یابی
توالی‌یابی (به انگلیسی: Sequencing)، در علم ژنتیک و بیوشیمی، به معنی تشخیص ساختار داخلی یک بسپار (نظیر ترتیب نوکلئوتیدهای سازندهٔ دی‌ان‌ای) است. نتیجهٔ این فرایند، دستیابی به توالی ساختارهای مختلف اتمی در بسپار است که نمایانگر ساختار توالی مولکول در سطح اتمی است. توالی‌یابی دی‌ان‌ای باید سه ویژگی داشته باشد ۱-مکمل بودن ۲-وارون بودن ۳-زوج نوکلئوتید بودن.
انواع متنوعی از توالی‌یابی وجود دارد که عبارت‌اند از:
- توالی‌یابی دی‌ان‌ای
- توالی‌یابی آران‌ای
- توالی‌یابی پروتئین
- توالی‌یابی پلی‌ساکارید

## توالی‌یابی دی‌ان‌ای
توالی‌یابی دی‌ان‌ای، فرایند تعیین ترتیب نوکلئوتیدها در یک قطعه دی‌ان‌ای است. برای انجام توالی‌یابی، معمولاً از روش توالی‌یابی به روش سنگر ابداع‌شده توسط فردریک سنگر، استفاده می‌شود. در این تکنیک از لایه‌های نوکئوتیدی اصلاح‌شده به کمک خاتمهٔ توالی خاص، بهره گرفته شده است. البته روش‌های جدید دیگری همانند تکنیک تعیین توالی به‌وسیله پیروفسفات نیز مورد استفاده قرار گرفته است. درحال حاضر به کمک روش پیروفسفات، داده‌های زیادی تولید شده است که در دسترس قرار دارند. در یک‌بار اجرای این روش، ژنوم یک باکتری توالی‌یابی می‌شود. همچنین اخیراً ژنوم جیمز واتسون به کمک این روش، توالی‌یابی شده است. توالی دی‌ان‌ای، اطلاعات مهم و ضروری برای ادامهٔ زندگی و تولیدمثل جانداران را رمز می‌کند؛ بنابراین توالی‌یابی دی‌ان‌ای جانداران، برای پی بردن به چرایی و چگونگی برخی اتفاقات در زندگی یک موجود زنده و تولید مثل آن بسیار حائز اهمیت و مورد استفاده است. به کمک اطلاعات استخراج‌شده از دی‌ان‌ای، بسیاری از بیماری‌های ژنتیکی تشخیص داده و به درمان آن نیز کمک می‌کند. همچنین تحقیق و مطالعهٔ عوامل بیماری‌زا نیز در درمان بیماری‌های واگیردار مؤثر است. علم بیوتکنولوژی، به این مسائل می‌پردازد. کارلسون پیش‌بینی کرد سرعت دو برابر شدن فناوری توالی‌یابی، حداقل به اندازهٔ قانون مور خواهد بود. منحنی کارلسون کاهش هزینه و افزایش کارایی با سرعت زیاد را در تکنیک‌های توالی‌یابی نشان می‌دهد.
پروژه 'ژنوم انسان' (Human Genome Project) یک پروژه تحقیقاتی بین‌المللی بود که از سال ۱۹۹۰ آغاز شد و در سال ۲۰۰۳ به پایان رسید. هدف این پروژه توالی‌یابی کامل ژنوم انسان و شناسایی موقعیت تمام ژن‌ها و ویژگی‌های ژنتیکی در آن بود. این پروژه با مشارکت مراکز تحقیقاتی مختلف از سراسر جهان، از جمله دانشگاه‌ها و مؤسسات برجسته مانند مؤسسه تحقیقات ژنوم انسانی ملی (NHGRI) و شرکت Celera Genomics انجام شد. نتایج این پروژه به‌طور قابل‌توجهی در پیشرفت‌های علم ژنتیک و پزشکی تأثیر گذاشت و اطلاعات ارزشمندی را برای تحقیقات در زمینه بیماری‌ها، داروهای هدفمند و درمان‌های ژنتیکی فراهم کرد.
همچنین پروژه ژنوم مرجع ایرانیان (GEMIRAN) یک پروژه تحقیقاتی ملی است که با هدف ایجاد یک مرجع ژنومی دقیق و معتبر برای جمعیت ایرانی در سال 1391 راه‌اندازی شده است. در ابتدا اسم این پروژه بزرگ ژنیران بود و با توجه به اینکه یک پژوهشگاه تحقیقاتی با عنوان ژنیران در کشور وجود داشت بعد ها اسم آن به ژمیران تغییر یافت. این پروژه با همکاری پژوهشگران داخلی و بین‌المللی انجام می‌شود و هدف آن شناسایی و تحلیل واریانت‌های ژنتیکی خاص جمعیت ایرانی است. اطلاعات ژنتیکی جمع‌آوری‌شده از بیش از ۲۰٬۰۰۰ نفر از جمله داده‌های مربوط به تاریخچه پزشکی، سبک زندگی و ویژگی‌های ژنتیکی به‌منظور مطالعه بیماری‌ها و طراحی درمان‌های شخصی‌سازی‌شده استفاده می‌شود. این پروژه از اهمیت بالایی در زمینه پزشکی دقیق و پیشگیری از بیماری‌ها برخوردار است.

### روش فردریک سنجر (خاتمهٔ زنجیره)

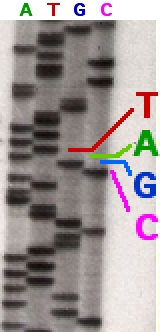
بخشی از یک ژل توالی‌یابی نشان‌دار شده با رادیواکتیو

اساس این تکنیک استفاده از آنالوگ‌های شیمیایی نوکلئوتیدی بود که فاقد گروه OH بر روی کربن ′۳ خود برای گسترش زنجیرهٔ دی‌ان‌ای هستند و نمی‌توانند با ′۵ فسفات بعدی خود واکنش دهند؛ بنابراین هنگامی که در زنجیرهٔ در حال تکثیر اسید نوکلئیک قرار گیرند واکنش، متوقف خواهد شد. ترکیب ddNTPها همراه با غلظت‌های مشخص از dNTP استاندارد در واکنش سنتز دی‌ان‌ای منجر به تولید رشته‌های دی‌ان‌ای با طول‌های مختلف می‌شود (تولید رشته‌هایی که تنها در یک نوکلئوتید تفاوت طول دارند). این تکنیک نیازمند دی‌ان‌ای تک‌رشته‌ای به‌عنوان الگو است که با استفاده از فاژمیدها حاصل می‌شود. دی‌ان‌ای تک‌رشته‌ای به همراه سایر مواد مورد نیاز سنتز دی‌ان‌ای به چهار لولهٔ آزمایش که هر کدام حاوی یک نوع باز ddNTP است انتقال داده می‌شود. ddNTPها به‌طور تصادفی توسط آنزیم دی‌ان‌ای پلیمراز به رشتهٔ در حال ساخت افزوده می‌شوند. نهایتاً در هر لولهٔ آزمایش قطعاتی با طول مختلف تولید می‌شود. قطعات تولیدشده بر روی ژل پلی‌اکریل‌آمید اجرا می‌شوند و با استفاده از اتورادیوگراف بر روی ژل ظاهر می‌شوند. دقت، قدرت و آسانی در روش خاتمهٔ زنجیره یا توالی‌یابی سنگر باعث شد این تکنیک برای سال‌های متمادی مورد استفاده قرار گیرد.

## توالی‌یابی آران‌ای
آران‌ای‌ها در سلول‌ها ناپایدارتر هستند و همچنین در برابر آنزیم‌های نوکلئاز که در آزمایش‌ها استفاده می‌شوند، آسیب‌پذیرتر هستند. آران‌ای نتیجهٔ رونویسی دی‌ان‌ای است. هرچند کل اطلاعات ژنتیکی در دی‌ان‌ای وجود دارد ولی گاهی لازم است که آران‌ای هم توالی‌یابی شود.

## توالی‌یابی پروتئین
روش‌های متنوعی برای توالی‌یابی پروتئین‌ها به‌کار گرفته می‌شود که عبارت‌اند از:
- Edman degradation
- شناسایی جرمی پپتیدها (به انگلیسی: Peptide mass fingerprinting)
- طیف‌سنجی جرمی
- هضم پروتئاز (به انگلیسی: Protease digests)

## کاربردهای دیگر توالی‌یابی
سایر کاربردهای توالی‌یابی شامل بررسی تعامل Long non-coding RNA و کروماتین، تعیین نواحی باز یا در دسترس یوکروماتین یا ChIRP-seq و نیز کاربرد در حوزهٔ متاژنومیکس است. متاژنومیکس شناسایی و مطالعهٔ ماده ژنتیکی میکروبی است که به‌طور مستقیم از نمونه‌های محیطی به‌دست آمده است. شناسایی جانداران موجود در یک محیط خاص برای تحقیقات بوم‌شناسی، بیماری‌شناسی و میکروب‌شناسی حیاتی است. توالی‌یابی به محققان این امکان را می‌دهد تا به‌عنوان مثال، انواع میکروب‌های موجود در یک میکروبیوم را شناسایی کنند.